# Sentit horari

Sentit horari.

El concepte sentit horari aplicat a qualsevol moviment circular indica que el seu sentit de gir es fa de manera anàloga al moviment de les busques del rellotge.
Aquest concepte és contraposat al de sentit antihorari, en què el moviment es fa de manera contrària a les busques del rellotge.

## Origen del terme
Tradicionalment, els rellotges segueixen aquest sentit de rotació a causa del seu predecessor: el rellotge de sol. Els rellotges amb busques van ser construïts per primera volta a l'Hemisferi nord, i els van dissenyar per assemblar-se als rellotges de sol. Perquè un rellotge de sol funcioni (al nord), s'ha de col·locar mirant cap al sud. Aleshores, quan el Sol es mou recorrent el cel (est - sud - oest), l'ombra produïda pel rellotge es mou en la direcció contrària, és a dir, des de l'oest al nord i a l'est. Aquesta és la raó de què les hores es dibuixaren als rellotges de sol en aquest ordre, i la raó de què els rellotges moderns tinguin els números disposats de la mateixa manera.
El rellotges amb busques que volten en sentit antihorari es venen avui en dia com a novetat. Històricament, alguns rellotges hebreus eren construïts d'aquesta manera, com ara els de les torres d'algunes sinagogues d'Europa. Açò es feia per similitud amb la direcció de lectura de dreta a esquerra de l'hebreu.

## Sentit de rotació
El moviment circular només és possible en dues direccions. Una en sentit horari (abreviat CW de l'anglès clockwise) i el sentit antihorari (abreviat ccw o acw de l'anglès counterclockwise). Matemàticament, l'orientació d'una corba plana es defineix com a positiva quan deixa la superfície que delimita a l'esquerra del sentit de la corba. D'aquesta manera d'obté una definició invariant respecte al punt de mira. Auxí, un cercle definit paramètricament en un pla cartesià positiu per les equacions x = sin t i y = cos t es traçaria en sentit horari vist des de dalt però antihorari vist des de baix en incrementar el valor t. En canvi, la definició d'orientació és invariant respecte el punt de mira i resulta en una orientació positiva. El sentit contrari de rotació o revolució és l'antihorari. El sentit de la rotació es representa generalment per una fletxa en forma d'arc de circumferència.
| Sentit antihorari                          | Sentit horari                      | Notes |
| Sentit trigonomètric                       | Sentit anti-trigonomètric          | En referència a l'orientació d'un angle en trigonometria                                                                                   |
| Sentit positiu                             | Sentit negatiu                     | En referència a l'orientació d'un angle en trigonometria                                                                                   |
| Sentit contrari a les busques del rellotge | Sentit de les busques del rellotge | En referència al sentit de rotació de les busques del rellotge                                                                             |
| Sentit antihorari                          | Sentit horari                      | En referència al sentit de rotació de les busques del rellotge                                                                             |
| Sentit directe o prògrad                   | Sentit indirecte o retrògrad       | En una base ortonormal, el sentit directe va de l'eix (positiu) de X cap a Y (per al pla xOy), de Y cap a Z (per yOz) i de Z cap a X (zOx) |
| Sentit sinistrorsum                        | Sentit dextrorsum                  | En referència a l'esquerra i a la dreta, respectivament sinister (o laevus) i dexter en llatí                                              |
| Sentit senestre                            | Sentit dextrogir                   | En referència a l'esquerra i a la dreta, respectivament sinister (o laevus) i dexter en llatí                                              |
| Sentit sinistrors                          | Sentit dextrors                    | En referència a l'esquerra i a la dreta, respectivament sinister (o laevus) i dexter en llatí                                              |
| Sentit sinistrogir (o levogir)             | Sentit dextrogir                   | En referència a l'esquerra i a la dreta, respectivament sinister (o laevus) i dexter en llatí                                              |
| Sentit desenroscant                        | Sentit enroscant                   | Màquines d'enginyeria caragol, vis o pern                                                                                                  |
| ↶ (U+21B6) ↺ (U+21BA)                      | ↷ (U+21B7) ↻ (U+21BB)              | Caràcters Unicode |